# Таурит, Георгий Эдуардович
Георгий Эдуардович Таурит (1915—1995) — советский инженер и учёный, лауреат Сталинской премии.

## Биография
Родился в Томске в семье служащих.
В 1929—1931 годах — слесарь Брянского механического завода (Завод № 13).
Окончил Горьковский индустриальный институт по специальности «инженер-механик» (1937).
В 1937 по 1960 годах работал на ГАЗ имени В. М. Молотова: технолог, старший технолог, начальник монтажного отдела завода-филиала № 466, начальник техбюро, заместитель начальника цеха, помощник главного технолога по спецпроизводству, заместитель главного технолога, главный технолог, заместитель главного инженера.
кандидат технических наук. Диссертация:
- Исследование процессов нарезания и последующего отделочного обкатывания точных наружных резьб : диссертация … кандидата технических наук : 05.00.00. — Киев, 1967. — 177 с. : ил. + Прил. (54 л., табл.).

Доцент, профессор Горьковского политехнического института им. А. А. Жданова, в 1956—1958 заведующий кафедрой «Технология машиностроения».
С 1960 года работал в Киевском политехническом институте, доцент, в 1969—1976 годах заведующий кафедрой «Технология машиностроения».

Умер 26 февраля 1995 года в Нижнем Новгороде.

## Признание
- Сталинская премия второй степени (1951) — за разработку конструкции и освоение производства легкового автомобиля «ЗИМ».
- орден Трудового Красного Знамени (9.1.1952)
- орден Красной Звезды (16.9.1945)
- медаль «За трудовую доблесть» (20.1.1943)
- другие медали

## Сочинения
- Эксплуатация станков с числовым программным управлением / Р. Э. Сафраган, А. Э. Полонский, Г. Э. Таурит Киев : Технiка, 1974. 308 с. : ил. ; 21 см.
- Прогрессивные процессы резьбоформирования [Текст] / Г. Э. Таурит, Е. С. Пуховский, С. С. Добрянский. — Киев: Техника, 1975. — 240 с.
- Обработка крупногабаритных деталей / Г. Э. Таурит, Е. С. Пуховский, Е. Ю. Грищенко. Киев : Технiка, 1981. 205, [3] с. : ил. ; 20 см.
- Безвибрационное многолезвийное резание [Текст] / Евгений Степанович Пуховский, Георгий Эдуардович Таурит, Михаил Иванович Лещенко. — Киев : Техніка, 1982.
- Повышение долговечности машин технологическими методами / В. С. Корсаков, Г. Э. Таурит, Г. Д. Василюк. — Киев: Техника, 1986. — 158 с.